# Шнитгер, Арп
Арп Шни́тгер (нем. Arp Schnitger; 2 июля 1648, Шмаленфлет, ныне район г. Браке — 28 июля 1719, Нойнфельде, ныне район Гамбурга) — немецкий органный мастер, наиболее значительный органостроитель в Северной Европе в эпоху барокко. Органы Шнитгера считаются образцовыми для исполнения музыки композиторов Северонемецкой школы.

## Жизнь и деятельность
В 1666-71 учился ремеслу у дяди Берендта Хуса (Berendt Hus) в мастерской г. Штаде. В 1668-75 ассистировал ему при постройке органа в церкви Космы и Дамиана в  Штаде (в 1688 самостоятельно расширил этот инструмент). После смерти Хуса в 1676 взял на себя обязательства по выполнению контрактов последнего, в том числе, закончил орган в церкви св. Виллегада (Штаде), построил новые органы в церкви свв. Петра и Павла в Каппеле (1680) и в церкви св. Якова в Людингворте (исторический район г. Куксхафен, 1683) и др. Ради постройки большого органа в церкви св. Николая в Гамбурге в 1682 перенёс свою мастерскую из Штаде в Гамбург. Этот грандиозный для своего времени орган (содержал 4 мануала, 67 регистров, более 4000 труб) был закончен мастером в 1687. С 1702 и до конца жизни на нём работал друг Шнитгера, известный немецкий органист и композитор Винцент Любек. В 1842 церковь св. Николая была уничтожена печально знаменитым Гамбургским пожаром, в котором погиб и грандиозный инструмент. Из сохранившихся самый знаменитый орган Шнитгера — в церкви св. Якова в Гамбурге (1693) — четырёхмануальный, содержит 60 регистров и около 4000 труб. Второй по значению из сохранившихся в Германии органов Шнитгера находится в церкви Св. Людгера в Нордене (Нижняя Саксония).
Помимо Германии Шнитгер строил и ремонтировал органы за границей. Крупнейшим «проектом» Шнитгера стал нидерландский город Гронинген, для которого мастер изготовил 7 органов, и ещё 10 — для близлежащих церквей в районе Гронингена, в том числе, в деревнях Харкстеде (округ Слохтерен), Годлинзе (округ Делфзейл), Нордброк (округ Ментерволде).
В общей сложности Шнитгер создал около 105 новых (сохранилось около 30), а также реконструировал и отремонтировал около 60 «чужих» инструментов. В работе ему помогали сыновья, также органостроители — Иоганн Юрген (1690 — после 1733) и Франц Каспар (1693–1729).

Хвалебный адрес Шнитгера во втором издании «Orgelprobe» (1698) — знаменитом трактате Веркмейстера, описывающем так называемые хорошие темперации

Для настройки органов Шнитгер использовал, как правило, среднетоновую или хорошую темперацию, хотя применение последней в Северной Германии в период жизни Шнитгера оспаривается. С другой стороны, Шнитгер был знаком с крупнейшим разработчиком хороших темпераций Андреасом Веркмейстером и, судя по его стихам в адрес Веркмейстера (см. на иллюстрации), относился к нему с глубоким почтением. В качестве эталона высоты Шнитгер брал так называемый «hoher Chorton» (a = 484 Гц, примерно на целый тон выше современного эталона). 
Органы Шнитгера со второй половины XX в. широко использовали в концертах и аудиозаписях органисты-аутентисты, среди которых Хельмут Вальха, Густав Леонхардт, Тон Копман, Масааки Судзуки. В 1999 в г. Браке основано Общество Арпа Шнитгера (нем. Arp Schnitger Gesellschaft), которое занимается музыкально-образовательной деятельностью, организацией концертов и фестивалей на исторических органах, пропагандирует традицию органостроительного ремесла в целом.
Систематический и подробный список сохранившихся и реконструированных органов Шнитгера см. в немецкой Википедии.